# Meghri
Meghri (armenio: Մեղրի) es una comunidad urbana de Armenia perteneciente a la provincia de Syunik'.
En 2011 tiene 4580 habitantes.
La localidad fue fundada en el siglo XVII, aunque es famosa por hallarse en sus inmediaciones una construcción mucho anterior, la fortaleza de Meghri del siglo XI. Actualmente, la economía de Meghri se basa en la industria alimentaria, albergando fábricas de pan, vino y envasados. De su producción alimentaria destacan especialmente las frutas, ya que posee un clima más suave que el resto del país y aquí se cultivan frutales imposibles de hallar en otras partes de Armenia; por ejemplo, es la única zona del país donde se cultivan granados.
Se ubica en la frontera con Irán y está separada de dicho país por el río Aras.